# بیلی چسر
بیلی چسر (انگلیسی: Billy Chesser; ۱۱ اوت ۱۸۹۳ – ۲۷ اکتبر ۱۹۴۹) بازیکن فوتبال اهل بریتانیا بود.
از باشگاه‌هایی که در آن بازی کرده‌است می‌توان به باشگاه فوتبال لینکولن سیتی، باشگاه فوتبال مرثر تاون، و باشگاه فوتبال برادفورد سیتی اشاره کرد.